# Buda Crăciunești
Buda Crăciunești – wieś w Rumunii, w okręgu Buzău, w gminie Cislău. W 2011 roku liczyła 866 mieszkańców.